# 白兰王
白兰王（藏語：པའི་ལེན་དབང།，威利转写：pa'i len dbang），元朝在西藏所封的宗王，为金印驼纽王。据《萨迦世系史》记载，八思巴胞弟恰那多吉最早被忽必烈封为白兰王。此后，唆南藏卜、贡噶勒巴迥乃坚赞、扎巴贤赞先后受封白兰王。白兰王在西藏虽无实权，但仍有震摄一方的名义，可向皇帝奏报地方情形，并召集地方官员处理事务，受各万户长的尊崇。

## 白兰王
- 恰那多吉，八思巴之弟，娶墨卡顿公主，中统元年（1260年）封。
- 唆南藏卜，八思巴侄孙，娶公主，至治元年（1321年）封，后出家，泰定四年（1327年）还俗复封岐王。
- 贡噶勒巴迥乃坚赞，八思巴侄孙，娶皇帝之妹。
- 扎巴贤赞，贡噶勒巴迥乃坚赞之子。